# Pauline de Witt
Pauline de Witt née Guizot (22 juin 1831 à Paris - 28 février 1874 à Cannes) est une historienne française.

## Biographie

### Origines familiales
Pauline Jeanne Guizot naît le 22 juin 1831 à Paris. Elle est la seconde fille de François Guizot, ministre sous la monarchie de Juillet et de sa seconde épouse Élisa Dillon, femme de lettres.
Par son père, elle descend de la bourgeoisie cévenole aisée et calviniste:14, liée aux camisards et dont les membres risquent leur vie dans les assemblées du Désert:172. Son grand-père André Guizot, avocat partisan des Girondins, est guillotiné à Nîmes le 8 avril 1794, à l'âge de 27 ans:15, laissant Elisabeth Sophie Bonicel veuve avec deux jeunes enfants à charge, son père et son oncle Jean-Jacques. Son arrière-grand-père Jean Guizot est pasteur au Désert.
Par sa mère, elle descend de l'aristocratie militaire et financière du XVIIIe siècle, libérale, déiste et très fortunée jusqu'à la Révolution. Sa grand-mère Henriette de Meulan, sœur de la femme de lettres Pauline de Meulan, première épouse de François Guizot, se remarie avec Jean-Marie de Vaines, préfet en disponibilité et père de son oncle, le peintre Maurice de Vaines. Son grand-père Jacques de la Croix Dillon est un ingénieur d'origine irlandaise et l'un des constructeurs du Pont des Arts à Paris:178. Ses arrières-grands-parents sont le comte Charles de Meulan, conseiller du roi puis receveur général des finances de la généralité de Paris et Marguerite de Saint-Chamans, issue de la vieille noblesse périgourdine.
Sa sœur aînée Henriette naît le 6 août 1829 et son frère Guillaume le 11 janvier 1833. Sa mère meurt d'une fièvre puerpérale quelques semaines après l'accouchement de ce dernier.
Pauline Guizot est très proche d'Henriette, comme le note leur père en août 1838 : « Mes deux filles sont très unies. Tout est commun entre elles. C'est un appui et un repos dans la vie qu'une vraie intimité fraternelle. Et puis ce spectacle me plaît. Mes filles sont, dans leur famille, la troisième génération qui me la donne. Et toujours l'aînée supérieure à la cadette et la plus dévouée, la plus prompte aux sacrifices, maternelle pour sa sœur »:198.

### Une enfance protégée
La famille s'épanouit au Val-Richer, leur père n'étant plus directement aux affaires jusqu'en février 1840:195. François est très proche de ses enfants, passionné par les questions d'éducation et notamment les méthodes pédagogiques novatrices de Johann Heinrich Pestalozzi inspirées de l'Emile de Rousseau qu'il diffuse dans le périodique Annales de l'Education entre 1811 et 1814 avec sa première épouse.
Ce père qui a perdu en quelques années ses deux épouses, son frère Jean-Jacques, son fils et deux belles-sœurs s'inquiète particulièrement de la santé de ses enfants : « Je mène demain mes filles à Caen, chez leur dentiste de province. Elles ont deux dents de lait à faire ôter. Il n'y a pas moyen d'attendre Paris. Les dents nouvelles poussent derrière. Cette course me dérange un peu. Mais je suis mère », « Comment ne pas trembler, la santé est un si grand mystère. Que se passe-t-il dans ce sanctuaire impénétrable de la vie ? ». Il convoque fréquemment les médecins Louis Béhier rue de La Ville-l'Evêque, Hue de Lisieux au Val-Richer, voire Gabriel Andral, gendre de Pierre-Paul Royer-Collard et successeur de François Broussais. Il organise les deux bains mensuels, encourage le régime au lait d'ânesse, insiste sur l'importance de la propreté de la chevelure et d'une alimentation consistante. Il écrit à sa mère depuis son ambassade à Londres en 1840 : « Plus j'y regarde, plus je demeure convaincu que la force, évidemment supérieure, des Anglais, tient à l'excellente viande dont ils se nourrissent habituellement » et réclame qu'aux enfants, on « [donne] de bonnes pièces de boeuf, de veau et de mouton. C'est presque toujours ce qu'ils aiment le mieux. Les petits ragoûts ne sont pas du goût du Nord comme du Midi ». François Guizot encourage l'activité physique : « Du loisir, du mouvement, de la liberté, c'est là ce qu'il faut soigner pour eux. Il n'y a point de liberté pour les enfants s'ils ne sont pas un peu seuls, livrés à eux-mêmes. L'intervention, la simple présence d'une grande personne, même dans leurs plaisirs, leur enlève quelquefois ce laisser-aller, cette verve qui leur sont très bons ». L'enfance des enfants Guizot est heureuse : « Le bonheur de mes enfants fait plaisir à voir. Ils n'ont pas assez de jambes, pas assez de voix pour y suffire »:195-196.
Leur père leur fait fréquemment la lecture, notamment des romans de Walter Scott, en premier lieu Ivanhoë : « Vous n'avez pas idée de l'état d'exaltation où cela les met. Elles bondissent sur leurs chaises, elles en rêvent la nuit d'après. Cela ne vaut rien. [...] Je choisirai avec soin mes lectures. J'éviterai celles qui ébranleraient trop fort ces petits nerfs ». Il leur lit Villehardouin, Joinville, les grands classiques du théâtre français. En août 1839, il résume ainsi sa méthode éducative : « Je n'ai avec mes enfants point d'apprêt ni de pruderie ; je ne prétends pas arranger toutes choses autour d'eux de telle sorte qu'ils ignorent le monde, et ses imperfections et ses mélanges, jusqu'au moment où ils y seront jetés. Mais je veux que leur esprit se nourrisse d'excellents aliments comme le corps de bon pain et de bon boeuf. L'atmosphère et le régime, c'est l'éducation, morale comme physique. Je veille beaucoup à cela, et puis de la liberté, beaucoup de liberté. [...] J'ajoute beaucoup d'affection »:196-197.
Les lettres échangées par Pauline Guizot et son père ne sont que partiellement conservées ou retrouvées. Elle apparaît fantasque, perpétuellement gaie. Elle est une excellente musicienne. Cependant, sa santé est délicate. D'après la princesse de Lieven, elle ressemble à son père : « elle a vos yeux »:197.

### Double mariage
Guillaume, le frère de Pauline Guizot, fait la connaissance au collège de Bourbon (aujourd'hui lycée Condorcet) de Cornélis de Witt. Celui-ci, accompagné de son frère aîné Conrad, fréquentent à partir de 1846 l'appartement du ministère des Affaires étrangères boulevard des Capucines où résident les Guizot. Cornélis visite même ces derniers à Londres. Au retour de la famille au Val-Richer en juillet 1849, les frères sont les premiers invités et se rapprochent d'Henriette et Pauline Guizot. Cette dernière écrit dans son journal : en plein culte familial, début mars 1850, « mon père nous a donné sa bénédiction à toutes deux, sous le portrait de notre mère, en nous disant : ''elle serait bien heureuse aujourd'hui'' »:198-199.
Le 18 mars 1850, sa sœur Henriette épouse à Paris Conrad de Witt. Le 18 mai 1850, Pauline Guizot épouse Cornelis de Witt, frère de Conrad. Le couple a sept enfants :
- Marie Françoise Elisabeth, née le 20 juin 1851 à Paris et morte le 5 septembre 1895. Le 16 mai 1870, elle épouse au temple de l'Oratoire le banquier Théodore Vernes (-1888), fils de l'officier Félix Vernes. Le couple n'a pas d'enfants.
- Cornélis Henry Wilhelm de Witt, né le 29 mai 1852 à Paris et mort en 1923. Il est officier, conseiller général du Lot-et-Garonne, administrateur de sociétés et membre du comité de la Société de l'Histoire du Protestantisme français. Le 2 février 1881, il épouse Madeleine de la Bruyère (1852-1941). Le couple a quatre enfants.
- Robert Conrad Guillaume, né le 14 décembre 1854 à Paris (1er arrondissement) et mort le 6 novembre 1881 au Val-Richer à Saint-Ouen-le-Pin. Le 20 février 1878, il épouse au temple du Saint-Esprit Sophie François Gaillard de Witt (1856-1944). Le couple a des enfants. En 1885, sa veuve se remarie à René Boudon.
- Pierre Gaston, né le 6 août 1857 au Val-Richer et mort le 30 janvier 1892 à Paris. Il est conseiller général du Calvados. Le 26 février 1883, il épouse Gabrielle de La Bruyère. Le couple n'a pas d'enfants. En 1894, sa veuve se remarie à Robert Jameson.
- Rachel Lucy Gabrielle, née le 30 juin 1861 au Val-Richer et morte le 19 mars 1879 à Paris.
- Suzanne Marie Juliette, née le 17 janvier 1866 au Val-Richer et morte en 1934. Le 25 mars 1885, elle épouse au temple du Saint-Esprit l'avocat à la Cour d'appel Charles Cambefort (3 juillet 1858-1919), fils de Jules Théodore Cambefort et d'Anne Augustine Morin. Le couple a un fils et deux filles.
- François Jean Henry, née le 22 mai 1870 à Paris (8ème arrondissement) et mort le 14 mai 1939. Il est saint-cyrien, colonel, officier de la Légion d'Honneur, croix de guerre, maire d'Ottrott. Il est président de la Société de l'Histoire du Protestantisme français de 1935 à 1939. Par décret de 1902, il est autorisé à s'appeler « de Witt-Guizot ». Le 26 octobre 1896, il épouse au temple de l'Etoile Marthe Renouard de Bussière (-1949). Le couple a quatre filles.

A Guillaume Guizot, Sainte-Beuve dit au sujet de Cornélis : « Il est né gendre de monsieur votre père »:198. En effet, ils partagent tous deux un grand intérêt à la fois pour l'histoire et pour la politique. Par ailleurs, les frères sont également calvinistes. Son beau-père lui écrit en 1852 : « J'ai été bien préoccupé de l'avenir de mes filles. J'étais très difficile et par conséquent très inquiet pour elles. Vous avez, votre frère et vous, réalisé mes rêves et dépassé mes espérances. Je trouve votre bonheur intérieur si complet et si bon que je ne demande pour vous rien de plus »:199.
Sa belle-sœur Elisabeth, toujours célibataire à 28 ans, épouse le 4 mars 1854 Gaston Gaillard, fonctionnaire des Finances issu d'une bonne famille protestante du Gard. En 1878, la fille aînée d'Elisabeth et Gaston, Sophie Gaillard, épouse Robert de Witt, troisième enfant de Cornélis et Pauline de Witt:199-200.
Conrad et Henriette exploitent le domaine du Val-Richer à partir de 1855 et ne le quittent plus jamais. Cornélis et Pauline de Witt y vivent également jusqu'en 1867, date à laquelle ils s'installent à Paris. L'été, les familles se retrouvent dans le domaine familial autour du patriache:200.

### Carrière
Elle a publié une Histoire de Guillaume le Conquérant, et collaboré activement au dernier ouvrage de son père : Histoire de France racontée à mes petits-enfants.

### Mort
Le 28 février 1874, Pauline de Witt meurt à 43 ans de la tuberculose en villégiature médicale à Cannes, entourée de son mari, de ses enfants et de sa sœur Henriette, qui écrit à son père absent : « Elle est si belle et si douce dans son éternel repos. Elle vous ressemble, et à François [son demi-frère, fils de Pauline de Meulan, mort en 1837] »:200.
Elle est inhumée au cimetière autour de l'église de Saint-Ouen-le-Pin, avec de très nombreux membres de la famille Guizot.